# (6675) Sisley
(6675) Sisley ist ein Asteroid des äußeren Hauptgürtels, der am 29. September 1973 von dem niederländischen Astronomenehepaar Cornelis Johannes van Houten und Ingrid van Houten-Groeneveld entdeckt wurde. Die Entdeckung geschah im Rahmen der 2. Trojaner-Durchmusterung, bei der von Tom Gehrels mit dem 120-cm-Oschin-Schmidt-Teleskop des Palomar-Observatoriums aufgenommene Feldplatten an der Universität Leiden durchmustert wurden, 13 Jahre nach Beginn des Palomar-Leiden-Surveys.
Mittlere Sonnenentfernung (große Halbachse), Exzentrizität und Neigung der Bahnebene des Asteroiden entsprechen in etwa der Themis-Familie, einer Gruppe von Asteroiden, die nach (24) Themis benannt wurde. Nach der SMASS-Klassifikation (Small Main-Belt Asteroid Spectroscopic Survey) wurde bei einer spektroskopischen Untersuchung von Gianluca Masi, Sergio Foglia und Richard P. Binzel bei (6675) Sisley von einer dunklen Oberfläche ausgegangen, es könnte sich also, grob gesehen, um einen C-Asteroiden handeln.
(6675) Sisley wurde am 4. April 1996 nach dem französischen Maler des Impressionismus Alfred Sisley benannt.